# Убейдська культура
Убе́йдська культура, убе́йдський період (Убе́йд) — доісторична фаза епохи енеоліту в Месопотамії та суміжних регіонах (Східне Середземномор'я, Іран, Південний Кавказ, Аравійський півострів), що характеризується знахідками зразків специфічної убейдскої або убейдоподібної кераміки. Поліетнічна культура. У загальних рисах датується VI — початком IV тис. до н. е.; в конкретних регіонах тривалість могла бути різною. Період названо за пам'ятником Тель-ель-Убейд.

## Історія дослідження
1918 — виявлення  архаїчної мальованої кераміки в Еріду (Р. Кемпбелл-Томпсон).
1919 — відкриття Генрі Голлом Тель-ель-Убейду, і фіксацію там кераміки того ж типу.
1920-ті — розкопки Л. Вуллі Тель-ель-Убейду, фіксацію залишків поселення, синхронної кераміки, що стала називатися «убейдською». Розкопки убейдських шарів в  Урі й виділення трьох убейдських фаз.

1930-ті — дослідження німецькою експедицією пам'ятника Хаджі-Мухамед (в околицях  Урука); виявлення там ще більш ранньої убейдської фази (фаза Хаджі-Мухамед).

1940-і — розкопки С. Лойда і Ф. Сафарова в Ереду; відкриття фази Ереду, що хронологічно передувала фазі «Хаджі-Мухамед».
1960 — поява стандартної періодизації Убейда в публікації Дж. Оутса (Убейд № 1 = Ереду, Убейд № 2 = Хаджі Мухамад, Убейд № 3 = власне Убейд або «класичний» Убейд, Убейд № 4 = пізній Убейд, тобто пізній варіант кераміки убейдського типу).
1970-ті — 1980-ті — роботи в Тель-ель-Уейлі, хамринського регіону, Східної Аравії й інші; виділення фази Убейду 0 (= Уейлі) та перехідної до Уруку Убейд № 5.

## Локалізація

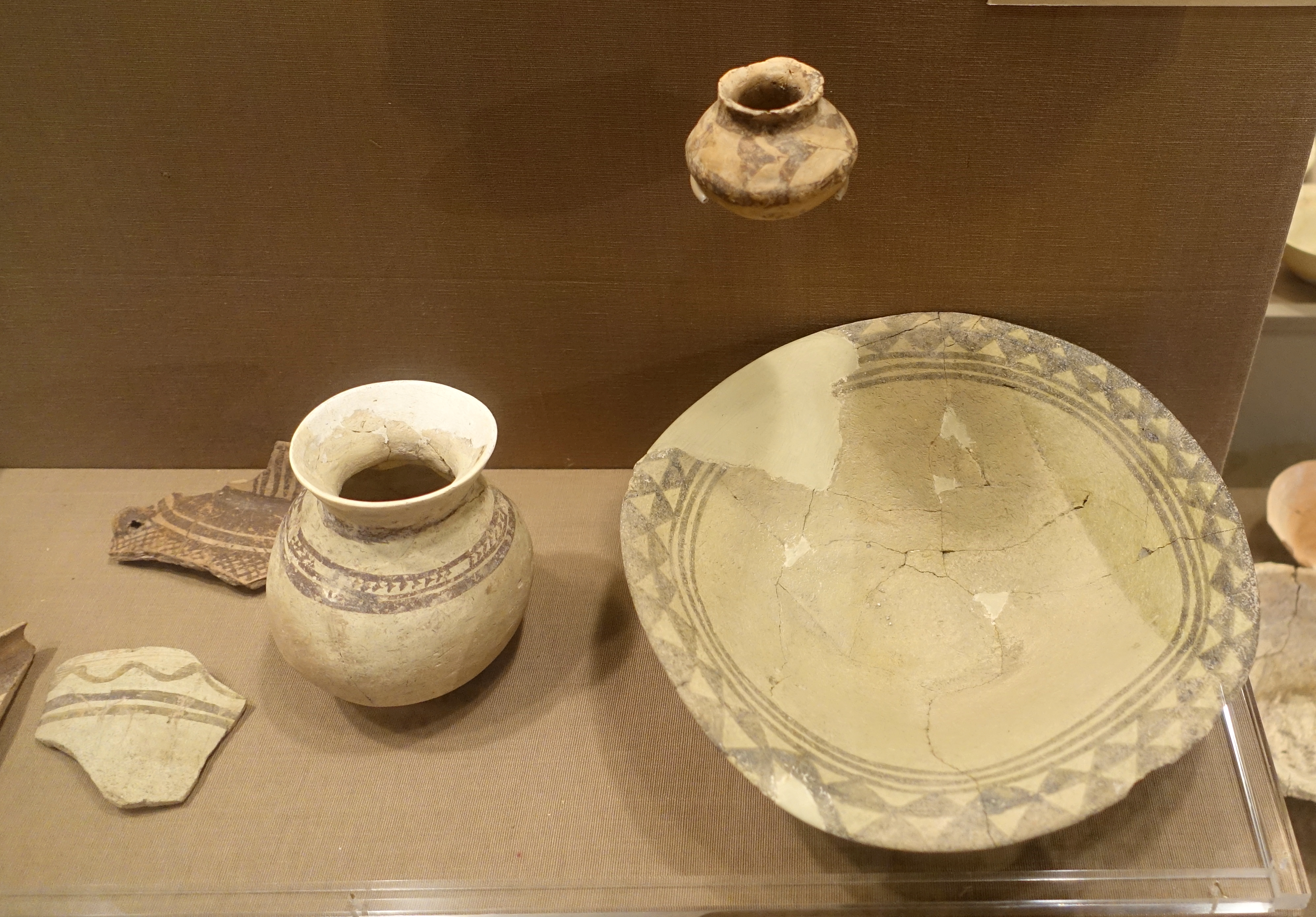
Убейдська кераміка (музей Інституту Сходу Чиказького університету)

За гіпотезою носіями культури були субареї — вихідці з передгір'я Загроса. Є припущення, що вони розмовляли «прототигрідською мовою», деякі слова якої залишилися в шумерській мові (наприклад, Забаба, Інанна, Хумбаба). Посилення шумерської спільності призвело до витіснення убейдців до Верхнього Тигру й північні райони Загроса, де вони пізніше асимілювалися з хуритами.

### Кавказ
Після відкриття Лейлатепинської культури з'явилися підстави вважати, що частина носіїв убейдської культури мігрували на Північний Кавказ (пам'ятники Майкопської культури і Південний Кавказ (пам'ятники Лейлатепинської культури).

### Південна Месопотамія
Включала фази: Уейлі (Убейд 0), Ереду (Убейд 1), Хаджі-Мухамед (Убейд 2), стандартний Убейд (Убейд 3), пізній Убейд (Убейд 4) і фінальний Убейд (Убейд 5).

### Північна Месопотамія
Включала перехідний Халаф-Убейдський період і синкретичний Північний Убейд. Артефакти верхнього шару розкопок у Тель Хазна 1 фахівці Інституту археології РАН відносять до убейдських.

## Опис
Найважливіша ознака цієї матеріальної культури — убейдська чи убейдоподібна кераміка: вироби кольору бичачої шкіри з розписом чорної фарби. Колір розписів міг варіюватися від чорного до коричневого, фіолетового і темно-зеленого; в залежності від випалу кераміка могла здобувати як колір бичачої шкіри, так і червоно-коричневий або зелено-коричневий відтінки.
Для зрілих фаз характерна поширеність глиняних серпів (в Південній Месопотамії) і розтиральників в формі вигнутих цвяхів.
Південна убейдська дрібна пластика представлена витягнутими стоячими статуетками з головами рептилеподібної форми, північна убейдська — продовжує халафську.
Поховання — трупоположення в ґрунтових могилах або цистах — у витягнутій (на Півдні) або скорченій позі — на території могильників за межею поселень. Немовлят зазвичай ховали в посудинах під підлогами будинків.
Носії культури убейдського періоду були осілими землеробами, мали худобу, жили в будинках з сирцевої цегли, що утворювали поселення, які групувалися навколо центрального культового святилища — храму. Фіксується поширеність будівель тричастного плану; виявлені великі громадські будівлі, в тому числі храми (Еріду, Тепе-Гавра).